# Eriophora
Eriophora Simon, 1864 è un genere appartenente alla famiglia Araneidae.

## Etimologia
Il nome deriva dal greco ἔριον, èrion, cioè lana e φόρος, phòros, cioè portatore, per la fitta lanugine composta di peli che lo avvolge.

## Distribuzione
Le dieci specie oggi note di questo genere sono state rinvenute in Oceania, America, Africa subsahariana e Cina.

## Tassonomia

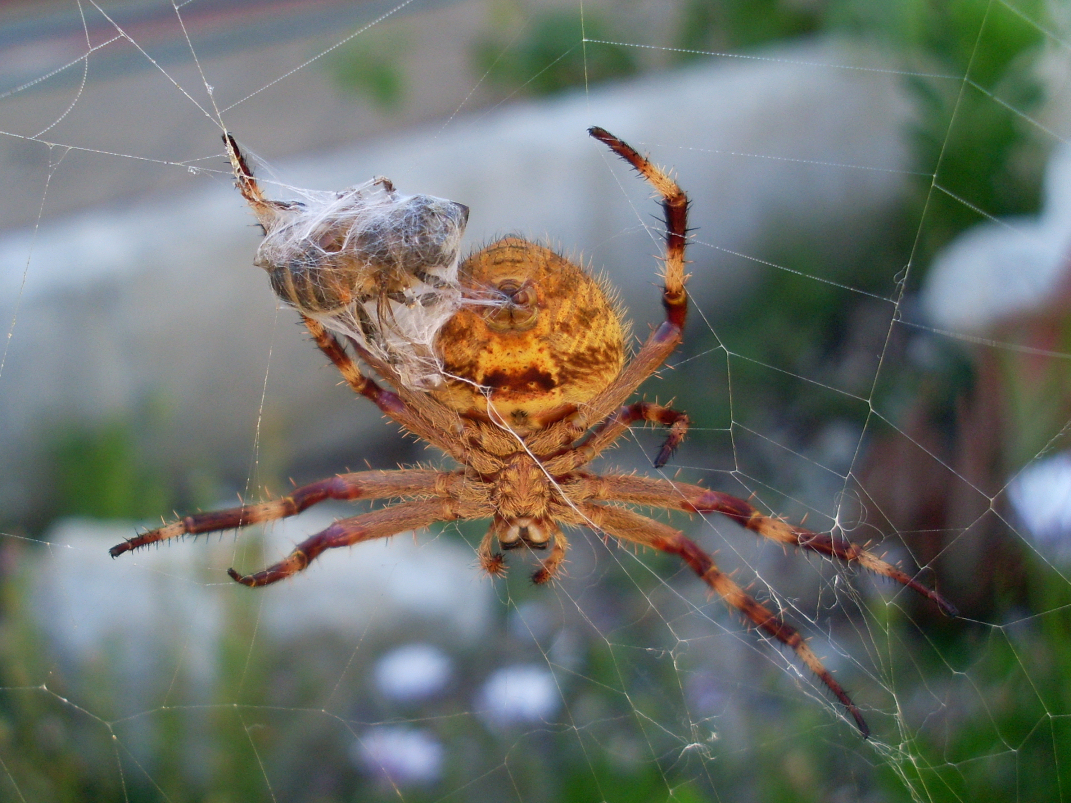
Eriophora transmarina mentre imbozzola un'ape

Considerato sinonimo anteriore di Epeirella Mello-Leitão, 1941, secondo l'analisi degli esemplari-tipo di Epeirella tucumana Mello-Leitão, 1941 effettuata dall'aracnologo Levi nel 2002.
La costituzione del genere Backobourkia Framenau, Dupérré, Blackledge & Vink, 2010 ha ridotto della metà il numero di specie.
Dal 2012 non sono stati esaminati esemplari di questo genere.
A dicembre 2013, si compone di dieci specie:
- Eriophora biapicata (L. Koch, 1871) - Australia
- Eriophora conica (Yin, Wang & Zhang, 1987) - Cina
- Eriophora edax (Blackwall, 1863) - dagli USA al Brasile
- Eriophora flavicoma (Simon, 1880) - Nuova Caledonia, isole della Lealtà
- Eriophora fuliginea (C. L. Koch, 1838) - dall'Honduras al Brasile
- Eriophora nephiloides (O. P.-Cambridge, 1889) - dal Guatemala alla Guyana
- Eriophora neufvilleorum (Lessert, 1930) - Congo, Etiopia
- Eriophora pustulosa (Walckenaer, 1841) - Australia, Tasmania, Nuova Zelanda
- Eriophora ravilla (C. L. Koch, 1844)[2] - dagli USA al Brasile
- Eriophora transmarina (Keyserling, 1865) - Nuova Guinea, Australia, isole Samoa

### Nomina dubia
- Eriophora bivariolata (O. P.-Cambridge, 1889); esemplari maschili e femminili, a seguito di un lavoro di Levi (1971b) sono da ritenersi nomina dubia[1].
- Eriophora circulata (Walckenaer, 1841); esemplari femminili originariamente descritti nell'ex-genere Epeira, a seguito di un lavoro di Levi (1971b) sono da ritenersi nomina dubia.
- Eriophora nephiloides trapezoidalis (Franganillo, 1930); esemplare femminile, reperito a Cuba nel 1946 e trasferito qui dal genere Araneus da uno studio dell'aracnologo Brignoli (1983c), a seguito di un lavoro di Levi (1991a) è da ritenersi nomen dubium.
- Eriophora tucumana (Mello-Leitão, 1941); esemplare juvenile rinvenuto in Brasile e originariamente descritto come Epeirella, a seguito di uno studio di Levi del 2002 è da ritenersi nomen dubium.